# Grand Prix Niemiec 1994
Grand Prix Niemiec 1994 (31 lipca 1994 na torze Hockenheimring) – dziewiąta eliminacja Mistrzostw Świata Formuły 1 sezonu 1994., która odbyła się 31 lipca 1994, po raz 18. na torze Hockenheimring. 56. Grand Prix Niemiec, 42. zaliczane do Mistrzostw Świata Formuły 1.
Pole position przed tym wyścigiem zdobył Austriak Gerhard Berger na Ferrari, a drugie miejsce w kwalifikacjach jego partner z zespołu, Francuz Jean Alesi, co potwierdzało opinię, że samochody Ferrari mają najszybsze silinki w całej stawce, albowiem tor Hockenheimring należał, obok Autodromo Nazionale di Monza, do najszybszych torów w ówczesnym kalendarzu (również i na Monzy dwa pierwsze miejsca startowe zajęli kierowcy Ferrari). Lider klasyfikacji, Niemiec Michael Schumacher, był czwarty, mimo że początkowo miał nie startować w wyścigu z powodu kary, jaką nałożyła na niego FIA za jego zachowanie podczas Grand Prix Wielkiej Brytanii – wykluczenie z Grand Prix Niemiec oraz Węgier; ostatecznie po złożeniu przez jego zespół, Benetton, apelacji, "Schumi" pojechał w tych wyścigach, ale zabroniono mu startu w Grand Prix Włoch i Grand Prix Portugalii. Nadspodziewanie dobrze spisali się kierowcy Tyrrellów, Japończyk Ukyo Katayama oraz Brytyjczyk Mark Blundell, startując odpowiednio z piątej i siódmej pozycji.
Na starcie wyścigu doszło do niecodziennego incydentu, albowiem na pierwszym okrążeniu w wyniku kolizji, odpadło łącznie 10 kierowców (w kolizji wzięli udział również Szkot David Coulthard, ale zdołał dojechać do boksów i wymienić spoiler, a także Jean Alesi, który zdołał minąć linię startu-mety, ale odpadł w wyniku problemów z elektryką). Na 15 okrążeniu Holender Jos Verstappen zjechał do boksów na tankowanie i wymianę kół, ale podczas tankowania wylało się paliwo i doprowadziło do gigantycznego, bardzo groźnego pożaru, z którego jednak "Jos the Boss" wyszedł bez szwanku. Przyczyną pożaru było oszustwo zespołu Holendra, Benetton (zwiększyli oni przepustowość tankowania poprzez usunięcie siatkowego filtra). Na 20 okrążeniu Michaelowi Schumacherowi zepsuł się silnik. Z ciekawszych wydarzeń na torze należy odnotować fakt, iż do mety dojechało jedynie ośmiu kierowców z pięciu zespołów, przy czym nadspodziewanie dobrze spisali się kierowcy Ligierów (Francuzi – drugi Olivier Panis i trzeci Eric Bernard) oraz Footworków (czwarty Brazylijczyk Christian Fittipaldi i piąty Włoch Gianni Morbidelli). Wyścig wygrał Gerhard Berger.

## Lista startowa
| Nr | Kierowca              | Zespół                    | Samochód            | Silnik                        | Opony |
| -- | --------------------- | ------------------------- | ------------------- | ----------------------------- | ----- |
| 0  | Damon Hill            | Rothmans Williams Renault | Williams FW16B      | Renault RS6 3.5 V10           | G     |
| 2  | David Coulthard       | Rothmans Williams Renault | Williams FW16B      | Renault RS6 3.5 V10           | G     |
| 3  | Ukyo Katayama         | Tyrrell                   | Tyrrell 022         | Yamaha OX10B 3.5 V10          | G     |
| 4  | Mark Blundell         | Tyrrell                   | Tyrrell 022         | Yamaha OX10B 3.5 V10          | G     |
| 5  | Michael Schumacher    | Mild Seven Benetton Ford  | Benetton B194       | Ford ECA Zetec-R 3.5 V8       | G     |
| 6  | Jos Verstappen        | Mild Seven Benetton Ford  | Benetton B194       | Ford ECA Zetec-R 3.5 V8       | G     |
| 7  | Mika Häkkinen         | Marlboro McLaren Peugeot  | McLaren MP4/9       | Peugeot A6 3.5 V10            | G     |
| 8  | Martin Brundle        | Marlboro McLaren Peugeot  | McLaren MP4/9       | Peugeot A6 3.5 V10            | G     |
| 9  | Christian Fittipaldi  | Footwork Ford             | Footwork FA 15 FW28 | Ford HBE7/8 3.5 V8            | G     |
| 10 | Gianni Morbidelli     | Footwork Ford             | Footwork FA 15 FW28 | Ford HBE7/8 3.5 V8            | G     |
| 11 | Alessandro Zanardi    | Team Lotus                | Lotus 109           | Mugen Honda MF-351 HB 3.5 V10 | G     |
| 12 | Johnny Herbert        | Team Lotus                | Lotus 109           | Mugen Honda MF-351 HB 3.5 V10 | G     |
| 14 | Rubens Barrichello    | Sasol Jordan              | Jordan 194          | Hart 1035 3.5 V10             | G     |
| 15 | Eddie Irvine          | Sasol Jordan              | Jordan 194          | Hart 1035 3.5 V10             | G     |
| 19 | Olivier Beretta       | Tourtel Larrousse F1      | Larrousse LH94      | Ford HBF7/8 3.5 V8            | G     |
| 20 | Érik Comas            | Tourtel Larrousse F1      | Larrousse LH94      | Ford HBF7/8 3.5 V8            | G     |
| 23 | Pierluigi Martini     | Minardi Scuderia Italia   | Minardi M194        | Ford HBC7/8 3.5 V8            | G     |
| 24 | Michele Alboreto      | Minardi Scuderia Italia   | Minardi M194        | Ford HBC7/8 3.5 V8            | G     |
| 25 | Eric Bernard          | Ligier Gitanes Blondes    | Ligier JS39B        | Renault 3RS6 3.5 V10          | G     |
| 26 | Olivier Panis         | Ligier Gitanes Blondes    | Ligier JS39B        | Renault 3RS6 3.5 V10          | G     |
| 27 | Jean Alesi            | Scuderia Ferrari          | Ferrari 412T1B      | Ferrari 043 3.5 V12           | G     |
| 28 | Gerhard Berger        | Scuderia Ferrari          | Ferrari 412T1B      | Ferrari 043 3.5 V12           | G     |
| 29 | Andrea de Cesaris     | Broker Sauber Mercedes    | Sauber C13          | Mercedes 2175B 3.5 V10        | G     |
| 30 | Heinz-Harald Frentzen | Broker Sauber Mercedes    | Sauber C13          | Mercedes 2175B 3.5 V10        | G     |
| 31 | David Brabham         | MTV Simtek Ford           | Simtek S941         | Ford HBD6 3.5 V8              | G     |
| 32 | Jean-Marc Gounon      | MTV Simtek Ford           | Simtek S941         | Ford HBD6 3.5 V8              | G     |
| 33 | Paul Belmondo         | Pacific Grand Prix Ltd.   | Pacific PR-01       | Ilmor 2175A 3.5 V10           | G     |
| 34 | Bertrand Gachot       | Pacific Grand Prix Ltd.   | Pacific PR-01       | Ilmor 2175A 3.5 V10           | G     |
| Nr | Kierowca              | Zespół                    | Samochód            | Silnik                        | Opony |

## Wyniki

### Kwalifikacje
| P                       | Nr | Kierowca              | Konstruktor(-silnik) | Opony | Czas     | Odstęp   | Strata   |
| ----------------------- | -- | --------------------- | -------------------- | ----- | -------- | -------- | -------- |
| 1                       | 28 | Gerhard Berger        | Ferrari              | G     | 1:43.582 | -        | -        |
| 2                       | 27 | Jean Alesi            | Ferrari              | G     | 1:44.012 | 0:00.430 | 0:00.430 |
| 3                       | 0  | Damon Hill            | Williams-Renault     | G     | 1:44.026 | 0:00.014 | 0:00.444 |
| 4                       | 5  | Michael Schumacher    | Benetton-Ford        | G     | 1:44.268 | 0:00.242 | 0:00.686 |
| 5                       | 3  | Ukyo Katayama         | Tyrrell-Yamaha       | G     | 1:44.718 | 0:00.450 | 0:01.136 |
| 6                       | 2  | David Coulthard       | Williams-Renault     | G     | 1:45.146 | 0:00.428 | 0:01.154 |
| 7                       | 4  | Mark Blundell         | Tyrrell-Yamaha       | G     | 1:45.474 | 0:00.328 | 0:01.892 |
| 8                       | 7  | Mika Häkkinen         | McLaren-Peugeot      | G     | 1:45.487 | 0:00.013 | 0:01.905 |
| 9                       | 30 | Heinz-Harald Frentzen | Sauber-Mercedes      | G     | 1:45.893 | 0:00.406 | 0:02.311 |
| 10                      | 15 | Eddie Irvine          | Jordan-Hart          | G     | 1:45.911 | 0:00.018 | 0:02.329 |
| 11                      | 30 | Rubens Barrichello    | Jordan-Hart          | G     | 1:45.939 | 0:00.028 | 0:02.357 |
| 12                      | 26 | Olivier Panis         | Ligier-Renault       | G     | 1:46.185 | 0:00.246 | 0:02.603 |
| 13                      | 8  | Martin Brundle        | McLaren-Peugeot      | G     | 1:46.218 | 0:00.033 | 0:02.636 |
| 14                      | 25 | Eric Bernard          | Ligier-Renault       | G     | 1:46.290 | 0:00.072 | 0:02.708 |
| 15                      | 12 | Johnny Herbert        | Lotus-Mugen Honda    | G     | 1:46.630 | 0:00.340 | 0:03.048 |
| 16                      | 10 | Gianni Morbidelli     | Footwork-Ford        | G     | 1:46.817 | 0:00.187 | 0:03.235 |
| 17                      | 9  | Christian Fittipaldi  | Footwork-Ford        | G     | 1:47.102 | 0:00.285 | 0:03.520 |
| 18                      | 29 | Andrea de Cesaris     | Sauber-Mercedes      | G     | 1:47.235 | 0:00.133 | 0:03.653 |
| 19                      | 6  | Jos Verstappen        | Benetton-Ford        | G     | 1:47.316 | 0:00.081 | 0:03.734 |
| 20                      | 23 | Pierluigi Martini     | Minardi-Ford         | G     | 1:47.402 | 0:00.086 | 0:03.820 |
| 21                      | 11 | Alessandro Zanardi    | Lotus-Mugen Honda    | G     | 1:47.425 | 0:00.023 | 0:03.843 |
| 22                      | 20 | Érik Comas            | Larrousse-Ford       | G     | 1:48.229 | 0:00.804 | 0:04.647 |
| 23                      | 24 | Michele Alboreto      | Minardi-Ford         | G     | 1:48.295 | 0:00.066 | 0:04.713 |
| 24                      | 19 | Olivier Beretta       | Larrousse-Ford       | G     | 1:48.681 | 0:00.386 | 0:05.099 |
| 25                      | 31 | David Brabham         | Simtek-Ford          | G     | 1:48.870 | 0:00.189 | 0:05.288 |
| 26                      | 32 | Jean-Marc Gounon      | Simtek-Ford          | G     | 1:49.204 | 0:00.334 | 0:05.622 |
| Nie zakwalifikowali się |    |                       |                      |       |          |          |          |
| 27                      | 33 | Paul Belmondo         | Pacific-Ilmor        | G     | 1:51.122 | 0:01.918 | 0:07.540 |
| 28                      | 34 | Bertrand Gachot       | Pacific-Ilmor        | G     | 1:51.292 | 0:00.170 | 0:07.710 |
| P                       | Nr | Kierowca              | Konstruktor(-silnik) | Opony | Czas     | Odstęp   | Strata   |

### Wyścig

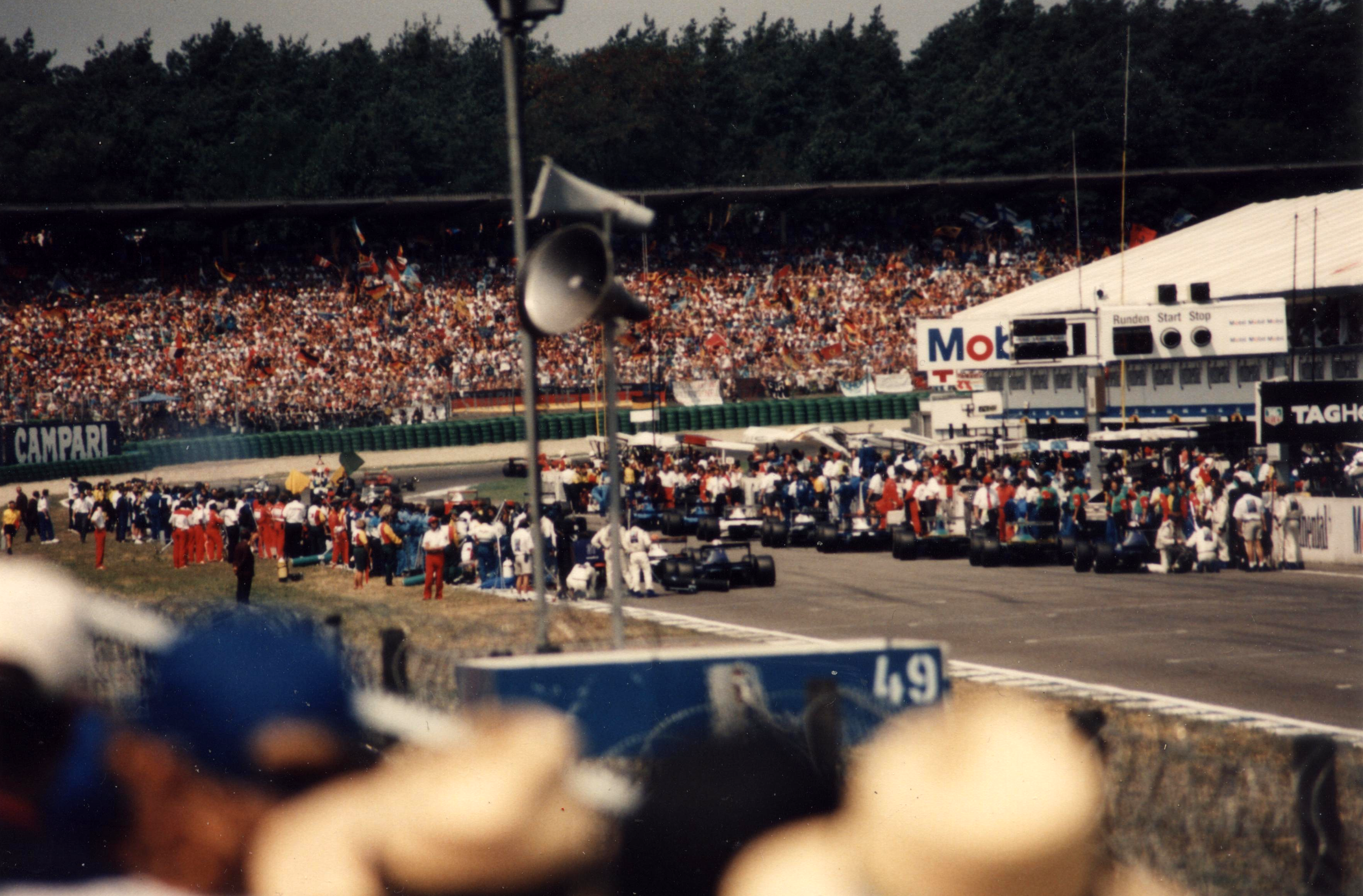
Kierowcy na polach startowych

| P                 | Nr | Kierowca | Konstruktor           | Opony             | Okr. | Czas / Strata | Komentarz              |                 |
| ----------------- | -- | -------- | --------------------- | ----------------- | ---- | ------------- | ---------------------- | --------------- |
| 1                 |    | 28       | Gerhard Berger        | Ferrari           | G    | 44            | 1h22m37s272            |                 |
| 2                 |    | 26       | Olivier Panis         | Ligier-Renault    | G    | 44            | 1h23m32s051(+0:54.779) |                 |
| 3                 |    | 25       | Eric Bernard          | Ligier-Renault    | G    | 44            | 1h23m42s314(+1:05.042) |                 |
| 4                 |    | 9        | Christian Fittipaldi  | Footwork-Ford     | G    | 44            | 1h23m58s881(+1:21.609) |                 |
| 5                 |    | 10       | Gianni Morbidelli     | Footwork-Ford     | G    | 44            | 1h24m07s816(+1:30.544) |                 |
| 6                 |    | 20       | Érik Comas            | Larrousse-Ford    | G    | 44            | 1h24m22s717(+1:45.445) |                 |
| 7                 |    | 19       | Olivier Beretta       | Larrousse-Ford    | G    | 43            | - 1 okr.               |                 |
| 8                 |    | 20       | Damon Hill            | Williams-Renault  | G    | 43            | - 1 okr.               |                 |
| Niesklasyfikowani |    |          |                       |                   |      |               |                        |                 |
|                   |    | 32       | Jean-Marc Gounon      | Simtek-Ford       | G    | 39            | - 5 okr.               | silnik          |
|                   |    | 31       | David Brabham         | Simtek-Ford       | G    | 37            | - 7 okr.               | sprzęgło        |
|                   |    | 5        | Michael Schumacher    | Benetton-Ford     | G    | 20            | - 24 okr.              | silnik          |
|                   |    | 8        | Martin Brundle        | McLaren-Peugeot   | G    | 19            | - 25 okr.              | silnik          |
|                   |    | 2        | David Coulthard       | Williams-Renault  | G    | 17            | - 27 okr.              | elektryka       |
|                   |    | 6        | Jos Verstappen        | Benetton-Ford     | G    | 15            | - 29 okr.              | pożar w boksach |
|                   |    | 3        | Ukyo Katayama         | Tyrrell-Yamaha    | G    | 6             | - 38 okr.              | przepustnica    |
|                   |    | 27       | Jean Alesi            | Ferrari           | G    | 1             | - 43 okr.              | elektryka       |
|                   |    | 4        | Mark Blundell         | Tyrrell-Yamaha    | G    | 0             | - 44 okr.              | kolizja         |
|                   |    | 7        | Mika Häkkinen         | McLaren-Peugeot   | G    | 0             | - 44 okr.              | kolizja         |
|                   |    | 30       | Heinz-Harald Frentzen | Sauber-Mercedes   | G    | 0             | - 44 okr.              | kolizja         |
|                   |    | 15       | Eddie Irvine          | Jordan-Hart       | G    | 0             | - 44 okr.              | kolizja         |
|                   |    | 14       | Rubens Barrichello    | Jordan-Hart       | G    | 0             | - 44 okr.              | kolizja         |
|                   |    | 12       | Johnny Herbert        | Lotus-Mugen Honda | G    | 0             | - 44 okr.              | kolizja         |
|                   |    | 29       | Andrea de Cesaris     | Sauber-Mercedes   | G    | 0             | - 44 okr.              | kolizja         |
|                   |    | 23       | Pierluigi Martini     | Minardi-Ford      | G    | 0             | - 44 okr.              | kolizja         |
|                   |    | 11       | Alessandro Zanardi    | Lotus-Mugen Honda | G    | 0             | - 44 okr.              | kolizja         |
|                   |    | 10       | Michele Alboreto      | Minardi-Ford      | G    | 0             | - 44 okr.              | kolizja         |
| P                 | Nr | Kierowca | Konstruktor           | Opony             | Okr. | Czas / Strata | Komentarz              |                 |

### Najszybsze okrążenie
| Nr | Kierowca        | Konstruktor      | Opony | Czas     | Okr. |
| -- | --------------- | ---------------- | ----- | -------- | ---- |
| 2  | David Coulthard | Williams-Renault | G     | 1:46.211 | 11   |